# Remix (album de Candan Erçetin)
Pour les articles homonymes, voir Remix (homonymie).
Albums de Candan Erçetin
Chante Hier Pour Aujourd'hui Melek
Dans Remix, Candan Erçetin reprend des chansons de son album Neden pour en faire des nouvelles, et ajoute la chanson Yazık Oldu (C'est dommage).

## Liste des chansons
1. Gamsız Hayat (club mix)
2. Ben Böyleyim
3. Parçalandım (chill-out mix)
4. Hayırsız
5. Gamsız Hayat (a la turca mix)
6. Yazık Oldu